# Europastraße 712
Die Europastraße 712 (kurz: E 712) ist die 416 km lange Europastraße, die Genf mit Marseille verbindet. Sie ist mit den folgenden französischen Schnellstraßen vereint:
- Autoroute A40 Saint-Julien-en-Genevois – Scientrier
- Autoroute A410 Scientrier – Villy-le-Pelloux
- Autoroute A41 Villy-le-Pelloux – Meylan
- Nationalstraße N87 Meylan – Le Pont-de-Claix
- Autoroute A51, genannt Autoroute Val de Durance, Le Pont-de-Claix – Marseille